# لانزمیژ
لانزمیژ (به لاتین: Landzmierz) یک روستا در لهستان است که در گمینا چیسک واقع شده‌است. لانزمیژ ۶۵۰ نفر جمعیت دارد.